# A fiúk nem sírnak
A fiúk nem sírnak (Boys Don't Cry) egy 1999-ben bemutatott amerikai film Kimberly Peirce rendezésében. Brandon Teena a fiatal, önmagát transznemű férfinak valló személy története, akit, miután kiderült valódi identitása, két férfiismerőse megerőszakolt és megölt. Brandon megformálója a filmben Hilary Swank, aki ezért a alakításáért elnyerte a legjobb női főszereplőnek járó Oscar-díjat. A filmben feltűnik még Chloë Sevigny, Peter Sarsgaard, Brendan Sexton, Alicia Goranson és Jeanetta Arnette. Sevigny-t alakításáért Oscar-díjra jelölték.
A film a Lincoln megyei Falls Cityben, Nebraska államban játszódik, a felvételeket Dallas környékén, Texas államban készítették. A film bemutatásával egyidejűleg egy másik, hasonló gyilkosság – Matthew Shepard, egy tizenéves meleg fiatal megölése – csak tovább növelte az érdeklődést a film iránt. Érdekesség Hilary Swank alakításában, hogy Brandont egyidejűleg ábrázolja szimpátiával, illetve enyhe gúnnyal. Míg a főhős egyértelműen pozitív, rokonszenves – a film határozottan elítéli a Brandon elleni brutalitást – ugyanakkor sérült ember benyomását is kelti. Egyes embertársaival előzékeny, figyelmes, míg másokkal kevésbé, éretlen, helyenként pimasz, s kimondottan saját érdekeit helyezi előtérbe.
A dal, melyről a film a címét kölcsönözte, eredetileg a The Cure együttes szerzeménye 1980-ból, mely egyben albumuk címadója is volt. A filmben a dal – ezúttal Nathan Larson tolmácsolásában – akkor hangzik el, amikor Brandon kiszabadul a börtönből és találkozik a rá váró barátnőjével. Ahogy boldogan szaladnak lefele a lépcsőn, csendül fel a Boys Don't Cry.

## Szereplők
| Karakter              | Színész            | Magyar hang      |
| --------------------- | ------------------ | ---------------- |
| Brandon Teena         | Hilary Swank       | Homonnai Kata    |
| Lana Tisdel           | Chloë Sevigny      | Bognár Gyöngyvér |
| John Lotter           | Peter Sarsgaard    | Rába Roland      |
| Tom Nissen            | Brendan Sexton III | Simonyi Balázs   |
| Candace               | Alicia Goranson    | Bíró Kriszta     |
| Kate                  | Alison Folland     | Juhász Réka      |
| Lana anyja            | Jeannetta Arnette  | Básti Juli       |
| Brian                 | Rob Campbell       | Bordás János     |
| Lonny                 | Matt McGrath       | Tzafetás Roland  |
| Nicole                | Cheyenne Rushing   |                  |
| Kamionos              | Robert Prentiss    |                  |
| Pénztáros a büfében   | Josh Ridgway       |                  |
| Kamionos a büfében    | Craig Erickson     |                  |
| April                 | Stephanie Sechrist |                  |
| Bíró                  | Jerry Haynes       |                  |
| Seriff                | Lou Perryman       |                  |
| Pam                   | Lisa Renee Wilson  |                  |
| Sam Phillips          | Jackson Kane       |                  |
| Tom                   | Joseph Gibson      |                  |
| Hülye tinédzser       | Michael Tripp      |                  |
| Lány a kocsiban       | Shana McClendon    |                  |
| Nővér                 | Libby Villari      |                  |
| Dave, seriffhelyettes | Paige Carl Griggs  |                  |
| Hivatalnok            | Gail Cronauer      |                  |

## Fogadtatás
A film bemutatása nem volt kritikáktól mentes. Legnagyobb hiányosságaként rótták fel, hogy teljesen kitörölték a történetből Phillip DeVine-t, a fekete mozgássérült férfit, Brandon barátját, akit a két gyilkos ugyancsak megölt. Emiatt a film egyáltalán nem hű a valósághoz, ráadásul nem esik szó arról sem, hogy a két gyilkos, John Lotter és Marvin Nissen egy magukat fajilag felsőbbrendűnek valló csoporthoz tartoztak.

## Díjak és jelölések

### Oscar-díj(2000)
- díj: Legjobb női főszereplő (Hilary Swank)
- jelölés: Legjobb női mellékszereplő (Chloë Sevigny)

### Golden Globe-díj(2000)
- díj: legjobb női főszereplő – drámai kategória (Hilary Swank)
- jelölés: legjobb női mellékszereplő (Chloë Sevigny)

### BAFTA-díj(2001)
- jelölés: legjobb női főszereplő (Hilary Swank)

### National Board of Review (1999)
- győzelem: Breakthrough Performance – Female (Hilary Swank)
- győzelem: Oustanding Directorial Debut (Kimberly Peirce)

### Satellite Awards (2000)
- díj: legjobb női főszereplő – Dráma (Hilary Swank)
- díj: legjobb női mellékszereplő – Dráma (Chloë Sevigny)
- jelölés: legjobb film – Dráma
- jelölés: legjobb rendező (Kimberly Peirce)